# CSM Târgoviște (baschet feminin)
Secția de baschet feminin a clubului polisportiv CSM Târgoviște este  activă și aparține elitei baschetului românesc.
Clubul a fost înființat în 1991 și a câștigat primul titlu de campioană la baschet în anul 1995. La Baschet feminin, CSM Târgoviște este deținătoarea a douăsprezece titluri de Campioană a României, nouă Cupe ale României și a Supercupei României în anul 2014. În 2010, CSM Târgoviște a reușit să ajungă până în sferturile Eurocupei, unde a pierdut împotriva echipei Dynamo Kursk.

## Palmares
- Campioana României: 1995, 1996, 2002, 2003, 2004, 2005, 2007, 2009, 2010, 2012, 2014, 2015.
- Cupa României: 2002, 2003, 2004, 2005, 2007, 2009, 2010, 2012, 2013, 2017.
- Supercupa României: 2014.

## Legături externe
- Profil FIBA Europa